# Pour une Serbie européenne
Pour une Serbie européenne (en serbe : За европску Србију et Za evropsku Srbiju) est une coalition politique serbe. Soutenue par le président Boris Tadić, elle est dirigée par Dragoljub Mićunović.
La coalition Pour une Serbie européenne a été créée à l'occasion des élections législatives serbes anticipées de 2008, convoquées à la suite de la crise gouvernementale provoquée par la déclaration d'indépendance du Kosovo.
Partis entrant dans la coalition :
- Parti démocratique (Демократска странка / Demokratska stranka) - Boris Tadić
- G17 Plus (en cyrillique : Г17 Плус) - Mlađan Dinkić
- Parti démocratique du Sandžak (Санджачка демократска партија / Sandžačka demokratska partija) - Rasim Ljajić
- Mouvement serbe du renouveau (Српски покрет обнове / Srpski pokret obnove) - Vuk Drašković
- Liste serbe pour le Kosovo et la Métochie Српска Листа за Косово и Метохију / Srpska Lista za Kosovo i Metohiju) - Oliver Ivanović